# Microdebilissa aethiops
Microdebilissa aethiops là một loài bọ cánh cứng trong họ Cerambycidae.